# Ophiacantha dallasii
Ophiacantha dallasii är en ormstjärneart som beskrevs av Duncan 1879. Ophiacantha dallasii ingår i släktet Ophiacantha och familjen knotterormstjärnor. Inga underarter finns listade i Catalogue of Life.